# 東上磯部
東上磯部（ひがしかみいそべ）は、群馬県安中市の地名。郵便番号は379-0128。面積は0.97km2(2010年現在)。

## 地理
碓氷川右岸に位置している。

### 河川
- 碓氷川

## 歴史
江戸時代頃からある地名である。はじめ旗本仙石氏領、寛文9年に幕府領、宝永6年からは吉井藩領と旗本竹田氏、牧村氏、大久保氏、酒井氏、久松氏の相給だった。

### 年表
- 1889年4月1日 町村制施行により、東上磯部村は西上磯部村、上磯部村、下磯部村、大竹村と合併して磯部村が成立する。
- 1955年3月1日 原市町は、（旧）安中町、秋間村、磯部町、東横野村、板鼻町、岩野谷村、後閑村と合併して安中町となる。そのため、安中町東上磯部となる。
- 1958年11月1日 市制施行により、安中町は安中市となる。そのため安中市東上磯部となる。
- 1968年 一部が磯部1-4丁目となる。

### 地名の由来
「磯部」という地名は、奈良時代この地域に毛野氏族の「石上部」氏という豪族がおり、その同族の磯部氏が住んでいたところに由来する。

## 世帯数と人口
2017年（平成29年）7月31日現在の世帯数と人口は以下の通りである。
| 大字     | 世帯数  | 人口  |
| -------- | ------- | ----- |
| 東上磯部 | 297世帯 | 728人 |

## 教育
市立小・中学校に通う場合、学区は以下の通りとなる。
| 番地 | 小学校             | 中学校             |
| ---- | ------------------ | ------------------ |
| 全域 | 安中市立磯部小学校 | 安中市立第二中学校 |

## 交通

### 鉄道
同町に鉄道駅はない。

### 道路
国道は通っていない。県道は群馬県道214号磯部停車場上野尻線が通っている。

## 施設
- JA碓氷安中カントリーエレベーター

## 避難所
指定緊急避難場所
- 金谷戸公会堂[6]
- 新井公会堂（第８区公会堂） (避難スペースが狭小である。)

指定避難所
町内に安中市から指定された避難所は無いため、磯部地区の別の町の避難所に避難することとなる。